# Afonso Moreira
Pour les articles homonymes, voir Moreira.
Afonso Moreira, né le 19 mars 2005 à Lamego, est un footballeur portugais qui joue au poste d'ailier à l'Olympique lyonnais.

## Biographie

### Carrière en club
Né à Lamego en Portugal, Afonso Moreira est formé par le Sporting CP, où il commence sa carrière professionnelle en championnat du Portugal. Il joue son premier match avec l'équipe première du club le 12 août 2023, lors d'une victoire 3-2 en championnat contre Vizela.
Bien qu'il termine ensuite la saison 2023-2024 prêté au Gil Vicente FC, Moreira est sacré champion du Portugal avec le Sporting lors de cet exercice,.

#### Olympique lyonnais (2025-)
Le 22 juillet 2025, l'Olympique lyonnais annonce l’arrivée de Moreira pour 2 millions d’euros en provenance du Sporting CP jusqu’en 2029.

### Carrière en sélection
Avec les moins de 17 ans, il participe au championnat d'Europe des moins de 17 ans en 2022. Lors de cette compétition organisée en Israël, il joue cinq matchs. Il se met en évidence en inscrivant quatre buts. Il marque deux buts en phase de poule, contre l'Écosse et la Suède, contribuant ainsi aux larges victoires de son équipe. Il marque ensuite contre l'Espagne en quart de finale, puis contre la France en demi, mais ne peut empêcher l'élimination de son équipe aux portes de la finale après une séance de tirs au but. 
Afonso Moreira est ensuite international junior avec l'équipe du Portugal des moins de 19 ans.

## Palmarès
Sporting CP
- Championnat du Portugal
  - Champion en 2023-2024